# 荒川橋梁 (川越線)
荒川橋梁（あらかわきょうりょう）は、埼玉県川越市古谷本郷下組と同古谷上の間で荒川に架かる東日本旅客鉄道（JR東日本）川越線の鉄道橋である。左岸側は河川改修される前の滝沼川より先はさいたま市西区西遊馬の区域に掛かる。

## 概要
荒川の河口から44.0 kmの地点である荒川と入間川の合流地点のすぐ下流側で、指扇駅・南古谷駅の間の荒川に架かる全長791.22メートル、支間長77.5メートル、鋼材重量235.513 tf（重量トン）の開床式鋼製鉄道橋である。
本橋梁は川越線開通当時からのもので、右岸側が4スパン、左岸側が32スパン（合計36スパン）の1スパンの長さが19.2メートルの単線上路式プレートガーダー橋、中間の渡河部分が1スパンの巨大な垂直材付きの単線下路式曲弦ワーレントラス橋である。トラス桁の支承からの高さは15メートルである。防風柵（防風ネット）が橋梁の上流側に設置されている。また橋梁の左岸側は馬宮第三横堤を河道の方向に向けて本堤とともに建設し、馬宮第三横堤の天端に線路を通して橋梁延長を短縮している。堤内（河川区域外）側のアプローチ区間は両岸側とも築堤が設けられ、左岸側は河道の向きに対して直角方向となる様、半径600メートルの曲線で左にカーブし、右岸側のアプローチ区間は荒川低地に向けて20パーミルの勾配で下り、半径500メートルの曲線で右にカーブしている。

### 構造
トラス桁を構成する斜材を初め、橋門や両側の上弦材を繋ぐ「X」字状の上横構は軽量化と強度を両立すべく、ダブルレーシングと呼ばれるレーシングバー（綾片）を用いた細かなトラス構造を有している。上弦材は曲線でなく折れ線状で、端柱と共に下面のみにダブルレーシングが施されている。また、下弦材の箇所の「X」字状の下横構や、垂直材上部にある対傾構はアングル材で組まれている。垂直材および斜材はガゼットプレートによって上弦材および下弦材に接合されている。一方のプレートガーダー橋にはキャットウォーク （保線作業用の歩道）の他、高欄が下流側に設けられている。また、横構および対傾構はアングル材を使用し、36ヶ所中4か所を除き、後年補強が実施された。橋脚や橋台は全て鉄筋コンクリート製である。

### 諸元
- 名称 - JR東日本川越線荒川橋梁
- 種別 - 鋼鉄道橋
- 形式 - 単純下路式曲弦ワーレントラス・単線上路プレートガーダー
- 橋長 - 791.22 m
- 幅員 - 4.2 m[2]
- 支間 - 77.5 m（トラス桁）
- 線数 - 単線
- 活荷重 - KS15（トラス桁）
- 鋼重 - 235.513tf
- 施主 - 鉄道省
- 橋梁設計 - 鉄道省
- 橋桁製作 - 上部工：横河橋梁（現、横河ブリッジ）、下部工：鉄道省
- 竣工 - 1938年（昭和13年）6月[11]

## 歴史

### 開通まで
当橋梁は省鉄川越線の建設工事に伴って架けられたものである。川越線は1936年（昭和11年）度に建設工事が着手され、、翌年の7月日中戦争勃発後も予算が削減され、新線の工事の凍結が相次ぐ中、軍事的な重要性の他、完成間近だったこともあって工事が継続された。なお、南古谷周辺の福岡村（現、ふじみ野市）には、現在の大日本印刷や新日本無線の場所に、大日本帝国陸軍の火工廠（弾薬工場）の施設があった他、高麗川村（現、日高市）には武蔵高萩駅の近傍に旧陸軍高萩飛行場が存在した。橋梁建設に当たっては、1934年（昭和9年）7月14日から1937年（昭和12年）9月7日までにわたって現地での地質調査が3回行われ、第1回および第3回は鉄道省直轄で59日間および30日間、第2回はヤマト工作所の請負において50日間実施された。橋梁の設計はD51形クラスの蒸気機関車の通過を考慮された。橋梁の工事の際は、架橋に必要な材料を運搬するために橋梁に平行するように長さ1620メートル、軌間0.76メートルの軽便線（トロッコ）が敷設されていた。橋梁は1938年（昭和13年）6月に竣工し、1940年（昭和15年）7月22日の川越線の開通に合わせて供用が開始された。

### 開通後の運用
1949年（昭和24年）6月1日に日本国有鉄道法施行に伴い、日本国有鉄道（国鉄）が発足し国鉄の橋梁となった。1985年（昭和60年）9月30日の川越線の電化に伴い、橋脚の下流側に架線柱が設置された他、橋脚にコンクリートを充填するなどの耐震補強も実施されている。1987年（昭和62年）4月1日に橋梁は国鉄分割民営化によりJR東日本に継承された。
1998年（平成10年）4月上流側に列車に作用する横風を低減する高さ2メートルの有孔鋼板製の防風柵（防風ネット）が、当橋の全域の791メートルに亘り設置されるなどの強風対策が実施された。この防風柵は2009年（平成21年）6月に左岸側の築堤箇所にも延長され、強風対策が強化されている。なお、当橋は風速20 m/s（メートル毎秒）で速度規制（25 km/h）が掛かり、風速25 m/s 以上で運転中止となるが、防風柵側からの風である北西の風に対しては風速25 m/sで速度規制（25 km/h）、風速30 m/s以上で運転中止となるまで規制が緩和されている。
2014年（平成26年）3月に橋桁が薄緑色から現在の水色に塗装し直された。

## 周辺

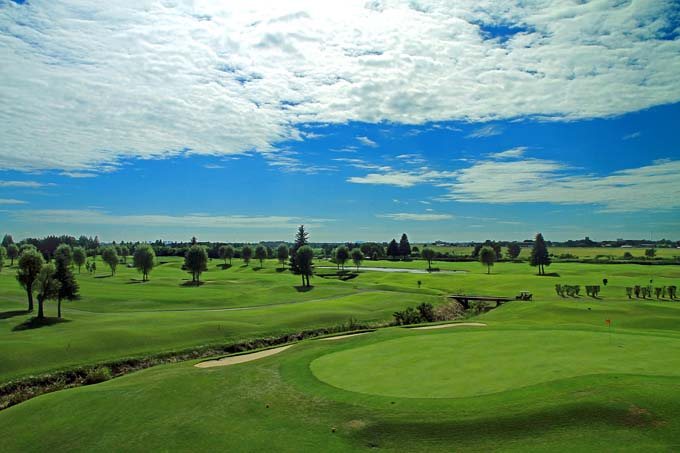
橋梁の左岸側。ゴルフ場の只中を通過する。

周辺は荒川と入間川の合流点のすぐ下流で、広大な河川敷を左岸側に有している。その河川敷は荒川が複雑に蛇行していた頃の名残で、遊水地としても機能している他、川越グリーンクロス、大宮カントリークラブなどのゴルフ場や公園として利用されている。また、荒川橋梁は川越景観百選の1つにもなっている。かつて西武大宮線が付近を東西に並行しており、そこに高木駅や芝地駅などがあった。左岸側の堤内地は指扇駅が近いことから住宅地が目立ち、右岸側の堤内地は自然堤防沿いの古くからある集落のほか、水田などの農地が広がっている。
- JR東日本川越車両センター
- 大宮カントリークラブ
- 川越グリーンクロス
- 埼玉県立大宮武蔵野高等学校
- さいたま市立西遊馬公園
  - 丸掘（まるっぽり）
- 宝来インターチェンジ
- 埼玉県道155号さいたま武蔵丘陵森林公園自転車道線（荒川サイクリングロード）

## その他

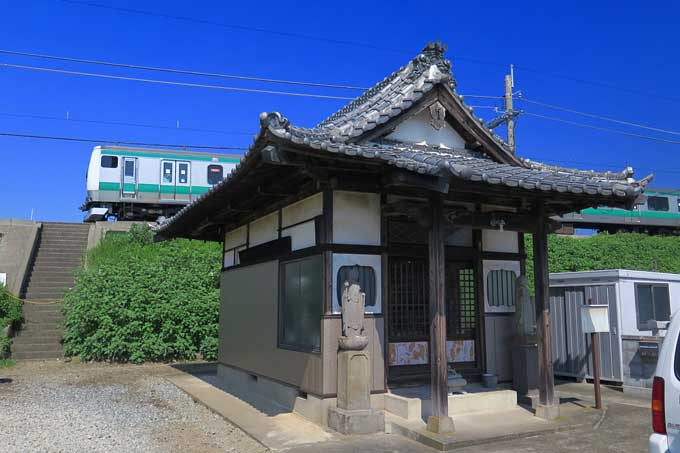
薬師堂

橋梁の右岸側のアプローチ区間である築堤の傍らには薬師堂がある。川越線の建設時にその薬師堂が予定地に掛かったため、軍の強権の下、薬師堂を南側に移設させて用地収用を行い墓地を分断し、何の供養をすることもなく築堤を建設したためか、開通間もない頃に、夜列車が古谷本郷地区に差し掛かると振り袖を着た若い娘の幽霊が列車の前に立ち塞がったり、提灯を持った女の親子連れの幽霊が、全速力で走行する最終列車を追いかけるといった伝承が残されている。列車には特に異常は認められなかったが、このような事態は毎夜のように繰り返されたことから、乗務員たちは恐れられ夜の川越線の乗務を嫌がったという。困惑した鉄道省当局は付近を聞き込みしたところ、どうやら祟っている模様と分かり、薬師堂近くの灌頂院で工事関係者一同が慰霊祭を行ったところ、幽霊の出没は起こらなくなったという。

## 風景

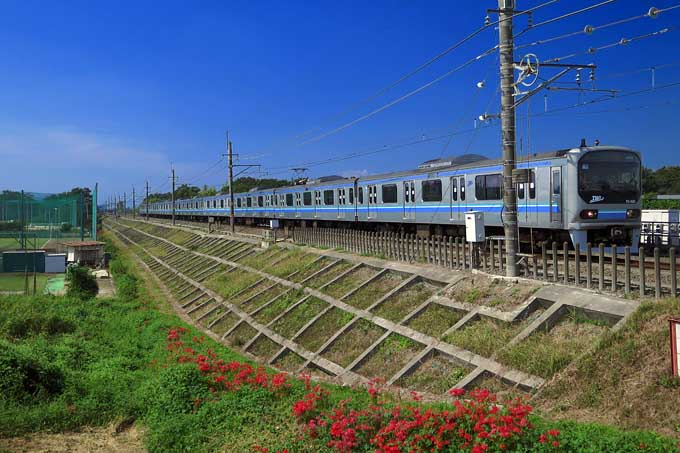
荒川橋梁の左岸側の築堤。法面が強化されている。
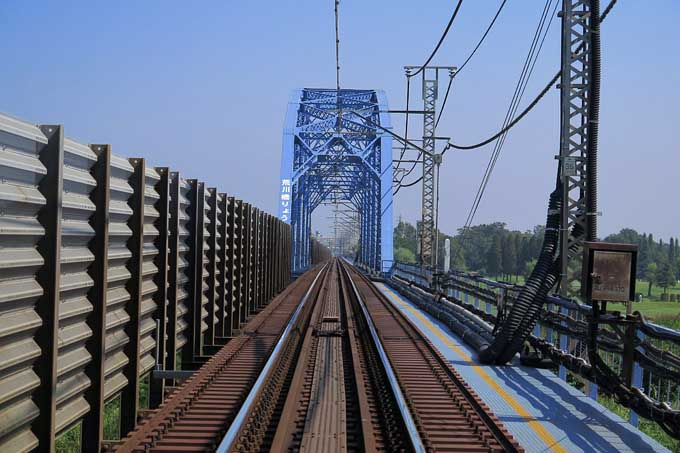
トラス桁を挟んで指扇方面を望む。
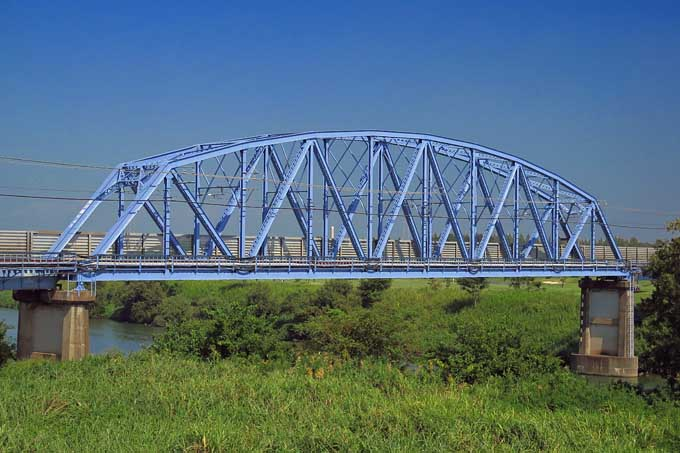
荒川橋梁のトラス桁。
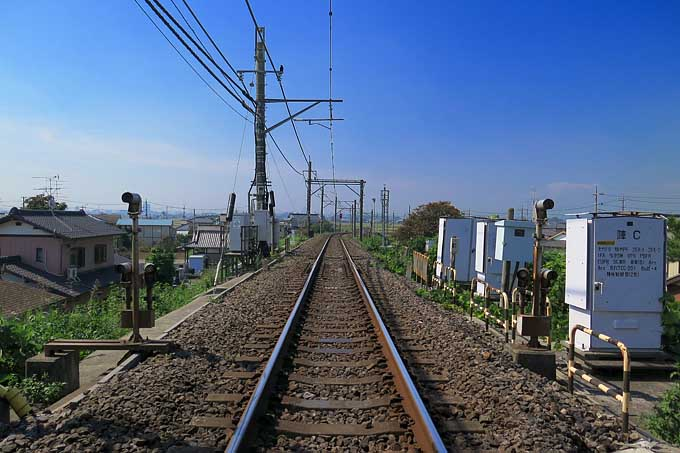
右岸橋詰より南古谷方面を望む。
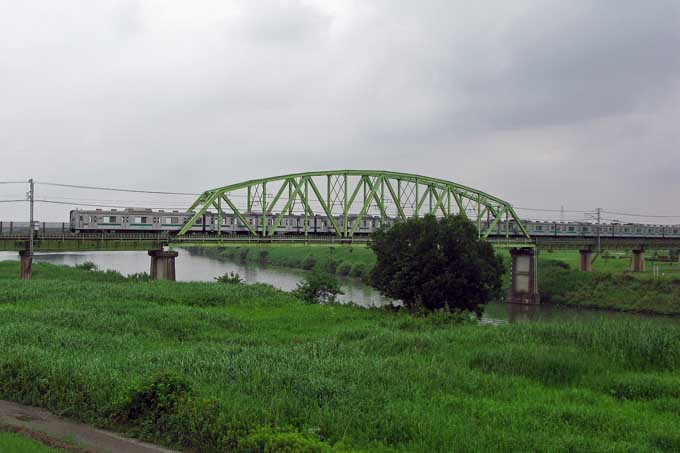
塗替塗装前の荒川橋梁。薄緑色に塗装されている。

## 隣の橋
- 荒川

（上流） - 開平橋 - 上江橋 - 荒川橋梁 - 治水橋 - 羽根倉橋 - （下流）